# KHDRBS3
 (février 2017).
La KHDRBS3 (pour « KH domain-containing, RNA-binding, signal transduction-associated protein 3 » en anglais) est une protéine codée par le gène KHDRBS3, présent sur le chromosome 8 humain et le chromosome 15 de la souris,,.

## Interaction
La KHDRBS3 interagit avec la protéine SIAH1 (en),.